# Палець ноги

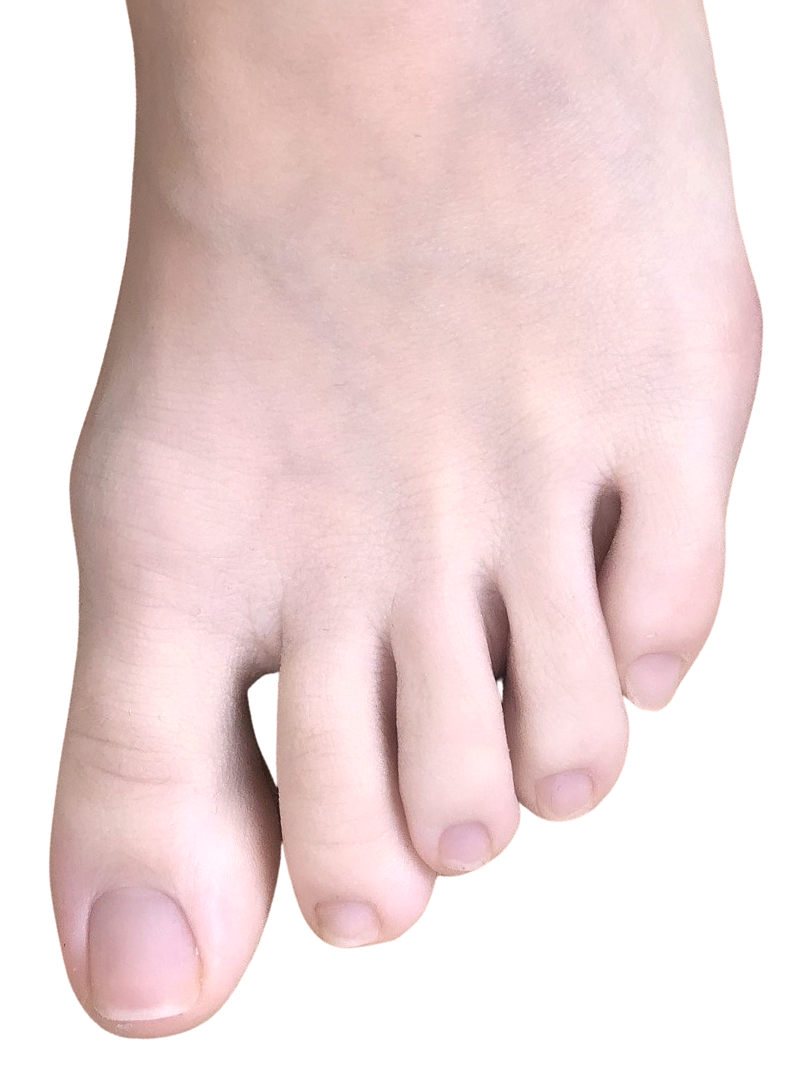
Пальці ноги

Па́лець ноги́ — частина стопи людини, яка є найбільш дистальними стосовно тіла. Пальці ніг — важлива частина рухового апарату. Під час пересування, ходьби та бігу вони разом зі стопою витримують вагу тіла і переміщають його, допомагають зберігати рівновагу при зміні положення центра ваги.

## Опис
У нормальної, фізично здорової людини на стопі знаходиться п'ять пальців. Крайні пальці стопи (I та V) називаються так само як аналогічні пальці рук — великий та мізинець, а інші три називають номерами II, III, IV, починаючи рахунок з великого пальця. Великий палець — внутрішній, найширший палець, мізинець — найтонший короткий. З тильного боку стопи кінці пальців вкриті нігтями, що являють собою захисні рогові пластини. З внутрішньої сторони стопи пальці мають м'які подушечки. Пальці ніг менш рухливі ніж пальці рук. У процесі еволюції люди у зв'язку з переходом на прямоходіння та необхідністю підтримувати вагу тіла, втратили протипоставленність великих пальців на ногах, які збереглися у людиноподібних мавп і використовуються ними, також як і руки, для хапання. Великі пальці ніг людини розташовуються паралельно як і один до одного, так до інших пальців.

## Скелет

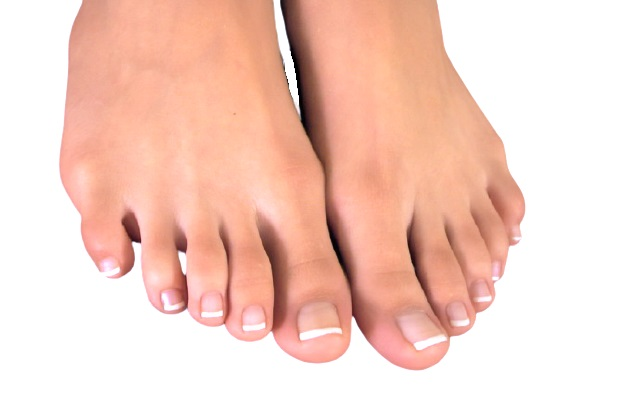
Пальці ніг

У кожного з пальців є внутрішня основа — кілька кісток, які називаються фалангами. Між фалангами розташовуються рухливі міжфалангові суглоби. Фаланги пальців ніг відрізняються від фаланг кисті своїми невеликими розмірами. Крім великого пальця, що має лише дві фаланги: основну та кінцеву, пальці стоп, так само як і пальці на руках, мають 3 фаланги: основну, середню та кінцеву. фаланги є трубчастими кістками. В основі найближчої до стопи фаланги (основної) знаходиться сплощена ямка, яка складає суглоб з головкою відповідної плеснової кістки у стопі.

## Аномалії пальців ноги

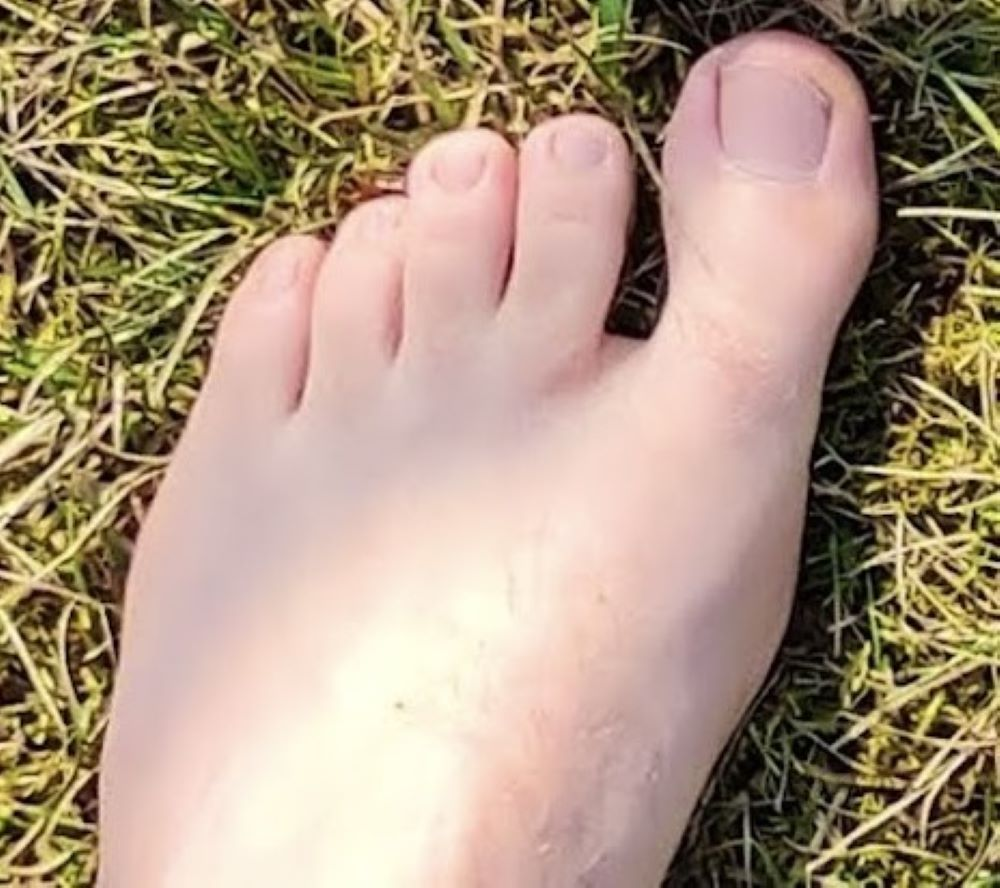
Єгипетська стопа

У нормі у людини повинно бути на нозі п'ять пальців. Але з ними, так само як і з пальцями рук, бувають аномалії розвитку.
- Синдактилія

Зрощення кількох пальців, внаслідок їхнього не роз'єднання у процесі ембріонального розвитку.
- Ектродактилія

Повна відсутність або крайня недорозвиненість деяких пальців.
- Полідактилія

Більше число пальців, ніж має бути в нормі.

## Дактилоскопія
На кінчиках пальців ніг, точно також як і на руках, мається унікальний візерунок, що складається з концентричних борозен. індивідуальність малюнка цих борозен також дозволяє ідентифікувати людину за відбитками як і у випадку з відбитками пальців рук. Візерунки пальців ніг використовують у пологових будинках, для ідентифікації новонароджених, оскільки відбитки на руках ще недостатньо чіткі.

## Цікаві факти
- Існує особливий вид ворожіння — педомантія — визначення майбутнього людини та/або його характеру за лініями стоп, і зокрема, формою пальців ніг.
- При втраті великих пальців на руках, на їх місце можливо пересадити великі пальці з ніг, що дає шанс частково відновити функціональність рук[1][2].